# Tytherington (Cheshire)
Tytherington – osada w Anglii, w hrabstwie Cheshire. Leży 26,1 km od miasta Northwich, 51,7 km od miasta Chester i 240 km od Londynu. W 1931 roku civil parish liczyła 318 mieszkańców.